# Železniční trať Opava–Fulnek

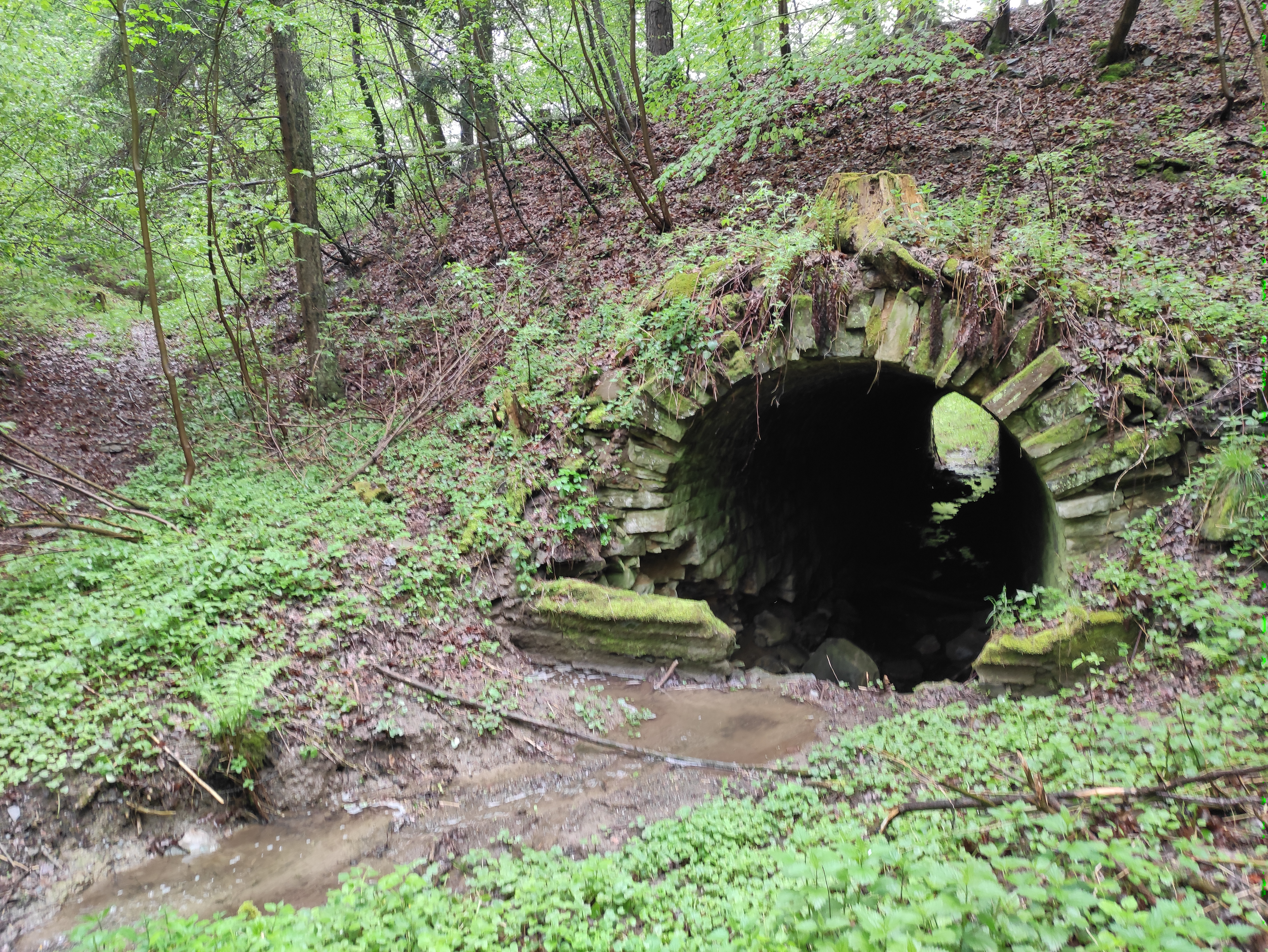
Propustek na nedokončené železniční trati Opava–Fulnek

Nedostavěná železniční trať Opava–Fulnek, procházející Vítkovskou vrchovinou, se měla stát součástí železničního spojení slezské Opavy s Trenčínem v Horních Uhrách, budovaného společností Moravsko-slezské ústřední dráhy. V důsledku krachu na vídeňské burze však nebyla rozestavěná trať v úseku mezi Hradcem nad Moravicí a Fulnekem nikdy dokončena a zachovaly se z ní pouze některé objekty (především zářezy, náspy, propustky a započatý tunel).

## Historie
Město Opava bylo po staletí důležitou dopravní křižovatkou, po roce 1742 se stalo hlavním městem rakouského Slezska a v dobách rozmachu železnice v 19. století proto mělo ambice stát se významným železničním uzlem. Přestože se Opava ocitla mimo hlavní trasu, dostavěla v roce 1872 Moravskoslezská centrální dráha (Mährisch-Schlesische Centralbahn – MSCB) trať z Olomouce přes Krnov do Opavy. V létě 1873 zahájila MSCB stavbu železniční trati z Opavy do Fulneka přes Kylešovice, Branku u Opavy, Hradec nad Moravicí, Bohučovice, Skřipov, Leskovec, Lukavec a Děrné. V důsledku krachu na vídeňské burze v květnu 1873 však byla výstavba po půl roce (v roce 1874) trvale zastavena. Podařilo se vybudovat téměř celé těleso trati mezi Opavou a Fulnekem a ve Fulneku se dokonce začala stavět staniční budova. Existovaly také neúspěšné snahy trať dokončit. Základy tratě (tj. materiál) byl později využit při stavbě úseků Opava – Hradec nad Moravicí a Suchdol nad Odrou – Fulnek.
Nedostavěnou trať lze chápat jako historicky zajímavý pomník velkolepému podnikatelskému záměru typickému v rakouské monarchii pro období tzv. „podnikatelské horečky“ v letech 1866 až 1873, kdy vidina podnikatelů byla klamná a sami investoři nedokázali reálně zhodnotit podmínky výstavby, což nakonec vedlo k předlužení bank, krachu na vídeňské burze a bankrotu mnoha společností, včetně Moravskoslezské centrální dráhy.

### Osud spojení Slezska s Uhrami
Původní plán železničního spojení Slezska s Uhrami byl po přerušení stavby opuštěn, byť až na výjimku v oblasti Vítkovské vrchoviny byly v pozdějších desetiletích postaveny železnice prakticky po celé délce zamýšlené trati. Vlárský průsmyk byl nakonec už roku 1888 překonán Vlárskou dráhou (součástí tzv. Českomoravské transverzální dráhy), která propojila Trenčín (resp. Trenčianskou Teplou) se Starým Městem u Uherského Hradiště a umožnila tak žádané přímé dopravní spojení Uher s Moravou (a prostřednictvím odbočky Severní dráhy i s Opavou) v této trase.
Provoz na plánovaném železničním spojení Fulneka se Severní dráhou císaře Ferdinanda byl zahájen v roce 1891 a úsek z Opavy do Hradce nad Moravicí byl realizován v letech 1903–1905.
Nový Jičín, kudy měla původní trasa železnice do Uher dále vést, byl napojen na Severní dráhu roku 1880 a v letech 1888–89 byl přes Hostašovice a tzv. Moravsko-slezskou dráhu měst spojen s Valašským Meziříčím, byť v samotném Novém Jičíně zůstala dvě navzájem nepropojená nádraží. Pokračování dráhy dále do Vsetína existovalo již od roku 1885, avšak spojení Vsetína přes Horní Lideč do Bylnice, kde se napojovalo na Vlárskou dráhu, bylo dobudováno až v roce 1928.

## Galerie

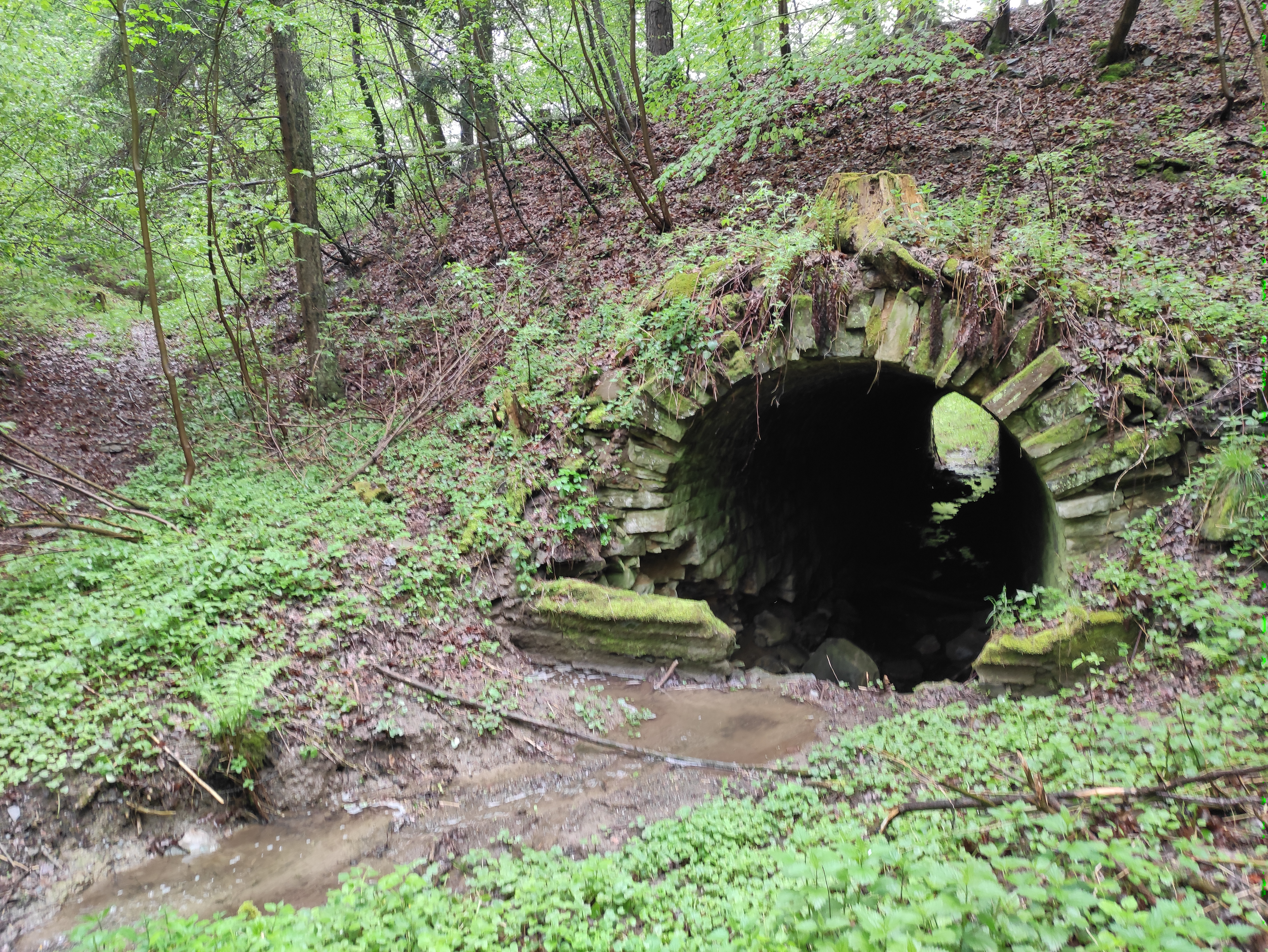
Propustek nedokončené železnice Děrné sever
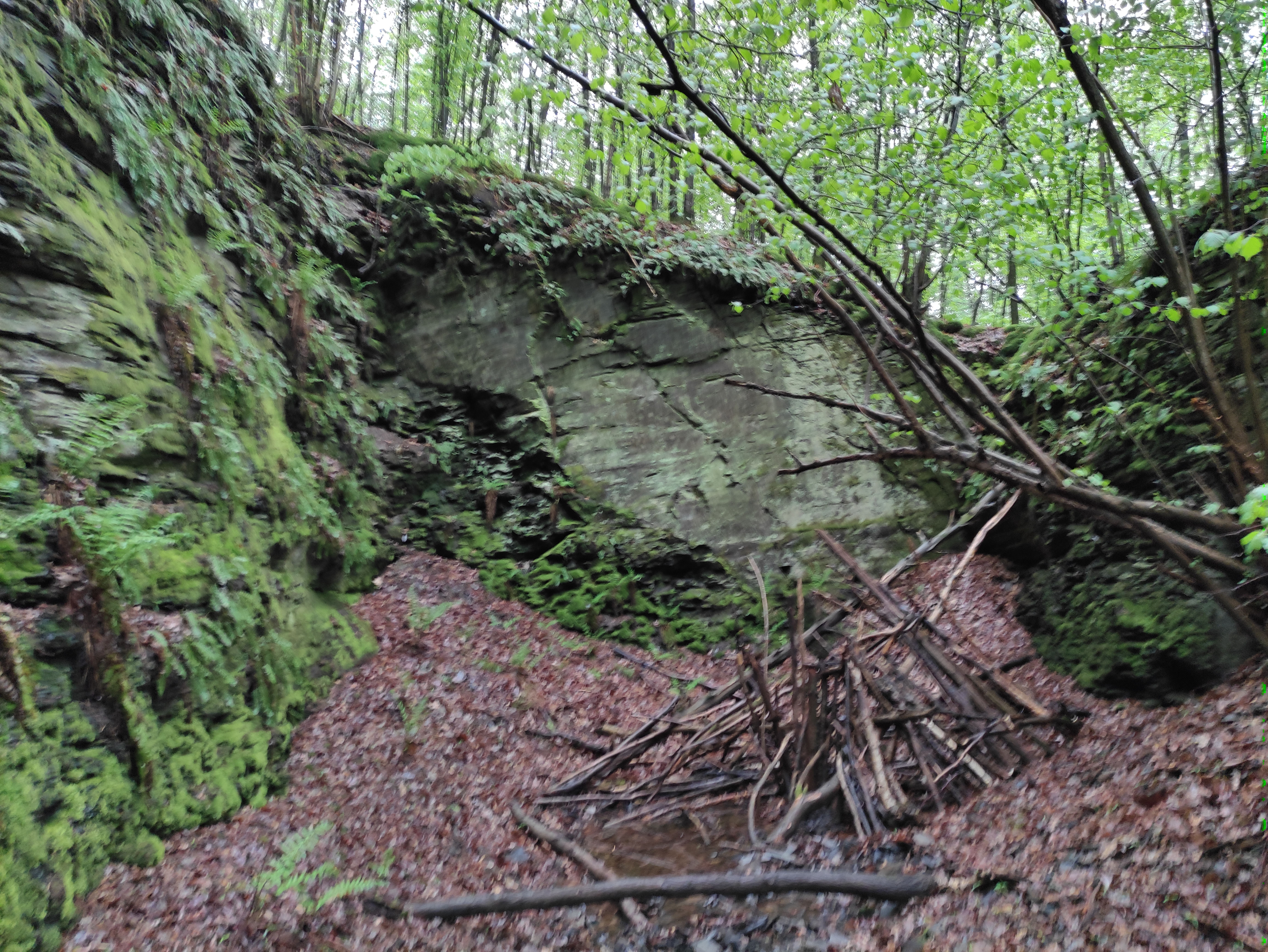
Děrné – zářez do skály
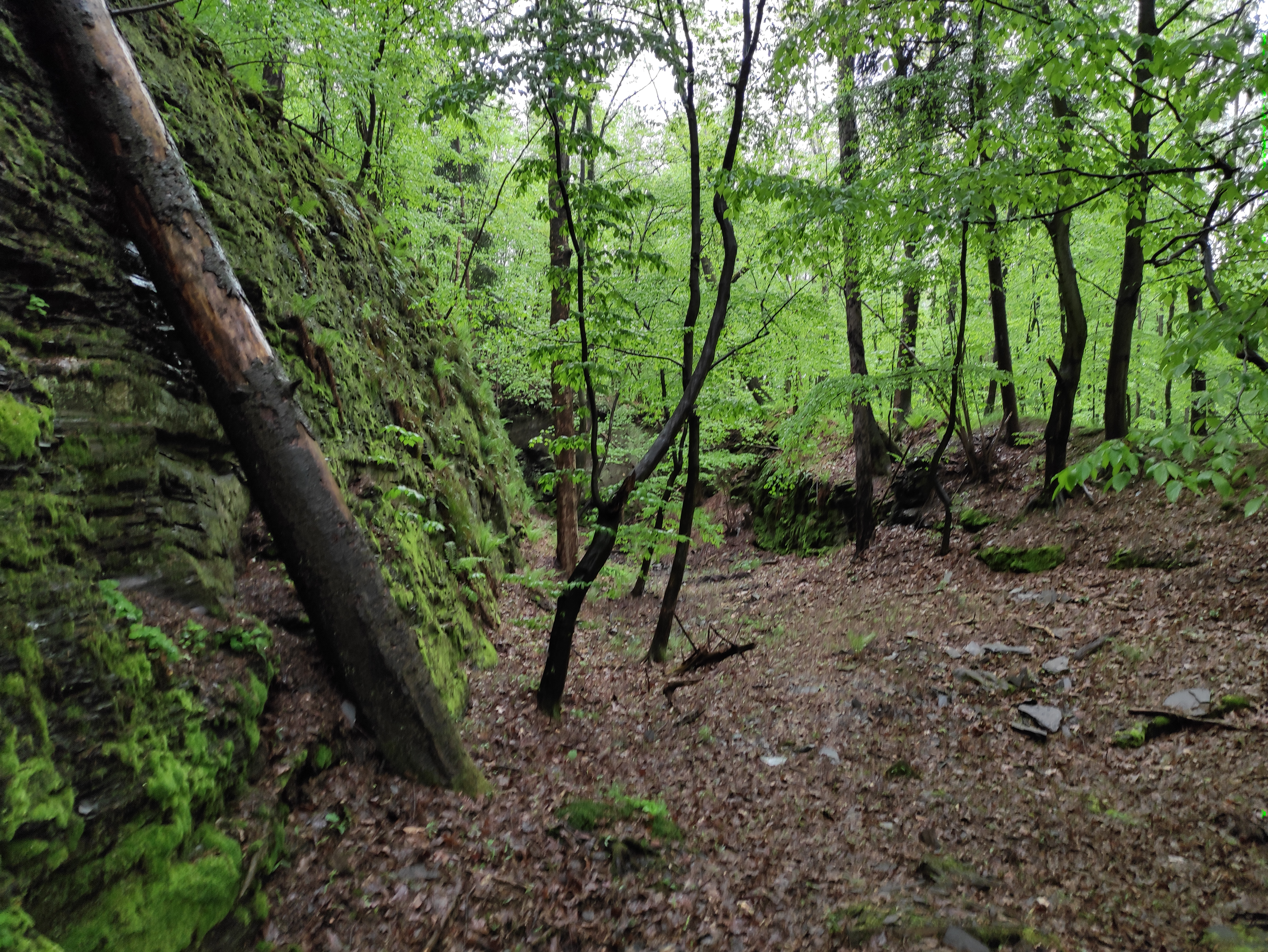
Děrné – zářez do skály
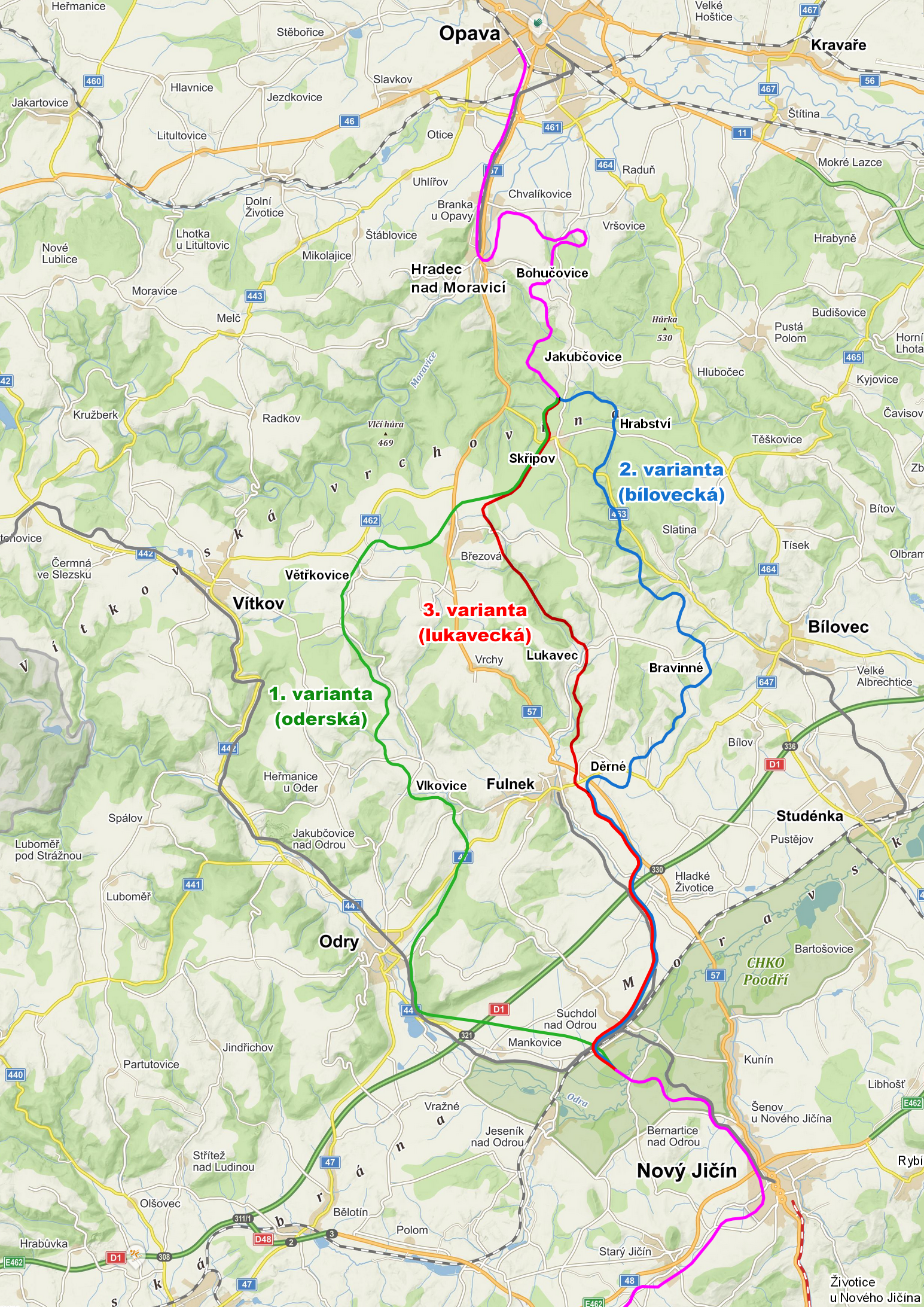
Plánované varianty nedokončené trati